# Денна зміна
«Денна зміна» (англ. Day Shift) — американський комедійний бойовик 2022 року про мисливців на вампірів. «Денна зміна» вийшла на платформі Netflix 12 серпня 2022 року, отримала неоднозначні відгуки критиків.
Головний герой, Бад Яблонскі, вдень працює прибиральником басейнів, а вночі полює на вампірів. Сімейні проблеми змушують його звернутися до «профспілки» мисливців на вампірів.
Фільм знятий режисером-дебютантом Джей Джей Перрі за сценарієм Тайлера Тайса і Шей Хаттена на основі оповідання Тайлера Тайса. У головних ролях фільму — Джеймі Фокс, Дейв Франко, Наташа Лю Бордіццо, Міган Гуд, Карла Соуза, Стів Гоуї, Скотт Едкінс і Снуп Доґґ.

## Актори й персонажі
- Джеймі Фокс — Бад Яблонскі, мисливець на вампірів
- Дейв Франко — Сет, куратор Бада
- Міган Гуд — Джослін Яблонскі, дружина Бада
- Карла Соуза — Одрі Сан-Фернандо, глава вампірів
- Ерік Ланж — Ральф Сіґер, начальник антивампірської компанії в Лос-Анджелесі
- Снуп Доґґ — Біґ Джон Елліотт, мисливець на вампірів
- Наташа Лю Бордіццо — Гезер, сусідка Бада
- Петер Стормаре — Трой, скупник здобичи мисливців
- Зіон Броднакс — Пейдж Яблонскі, дочка Бада
- Стів Гоуї — Майк Назарян, мисливець на вампірів
- Скотт Едкінс — Діран Назарян, мисливець на вампірів
- Деніелл Кеннеді — Стара
- Олівер Мазуччі — Клаус, права рука Сан-Фернандо

## Український дубляж
- Олександр Норчук — Бад Яблонскі
- Олександр Солодкий — Сет
- Світлана Шекера — Джослін
- Катерина Брайковська — Одрі
- Дмитро Вікулов — Сіґер
- Роман Чорний — Біґ Джон
- Катерина Трубенок — Гезер
- Максим Кондратюк — Трой
- Єсенія Селезньова — Пейдж
- В'ячеслав Дудко — Майк
- Дмитро Гаврилов — Діран
- Олена Узлюк — Стара

Фільм дубльовано студією «Postmodern» на замовлення компанії «Netflix» у 2022 році.
- Режисер дубляжу — Людмила Петриченко
- Перекладач — Катерина Соснюк
- Звукооператор — Маргарита Більченко
- Спеціаліст зі зведення звуку — Formosa Group
- Менеджер проекту — Наталія Терещак

## Сприйняття
Оскільки фільм було показано на стрімінговій платформі Нетфлікс, доходи з його показів складно оцінити. 
Фільм отримав загалом позитивні відгуки: Rotten Tomatoes дав оцінку 57% на основі 132 відгуків від критиків (середня оцінка 5,6/10) і 76% від глядачів зі середньою оцінкою 4,1/5 (понад 4,5 тис. голосів), Internet Movie Database — 6,1/10 (понад 81 тис. голосів), Metacritic — 56/100 (33 відгуки критиків) і 5,6/10 від глядачів (76 голосів). 
Відгуки кінокритиків були змішаними.  
Кінооглядач Майкл Ордонья охарактеризував фільм, як "кляте джерело насолоди", зауваживши, що "фільм уміщає в собі елементи хоррору, комедії, фільмів про копів-приятелів, фільмів про війну картелів, фільмів про бойові мистецтва та дрібку Blaxploitation (стереотипізоване зображення життя афроамериканців), змішуючи це все разом.". Ловіа Гйаркей на сайті Голівуд Репортер підкреслює, що режисер Джей Джей Перрі 30 років займався мистецтвом підготовки та виконання трюків у франшизах Форсаж та Джон Уїк, тому "...він використовує свою творчу уяву та азарт для комбінування [екшенових] сцен, які без сумніву задовольнять апетити частини аудиторії."
Відгук Оуена Глейбермана на порталі Variety висвітлює фільм як з позитивного, так і з негативного боків. Оуен позитивно відгукується про зав'язку сюжету фільму, проте "...замість того, щоб більше розкривати і розвивати ситуацію Бада, він [фільм] починає залишати Бадову історію на задньому плані. Він [фільм] починає з легкістю вирішувати проблеми шляхом появи Біґ Джона з кулеметом, який стріляє, демонструючи каральну швидкість та силу; та після того, як він пронизує кімнату, повну вампірів, потрібна мить, щоб ми усвідомили, що всі вони повинні бути ще живі, оскільки жоден із них не був обезголовлений. В той самий час фільм і сам втрачає голову"